# Atos de União de 1707
Os Atos de União de 1707 foram um par de atos do parlamento que unificou os reinos da Inglaterra e da Escócia em um estado unitário. Os atos, promulgados pelo Parlamento da Escócia e pelo Parlamento da Inglaterra, ratificaram o Tratado de União acordado entre os dois reinos em 1706.
Antes disso, os reinos compartilhavam um monarca comum (União das Coroas), mas tinham governos e parlamentos separados. Os Atos de União criaram o Reino Unido da Grã-Bretanha, com uma única legislatura em Westminster: o Parlamento da Grã-Bretanha. Os Atos também asseguraram que a Rainha Ana seria sucedida pela Casa de Hanôver (protestante), evitando as possibilidades de divergência dinástica e de uma monarquia católica. Como resultado, o reino da Inglaterra e o reino da Escócia tornaram-se um único reino.
O acordo foi ratificado a 26 de Março de 1707 pelos parlamentos da Inglaterra e Escócia e teve como principais efeitos:
- A criação do novo Reino Unido da Grã-Bretanha: Inglaterra e Escócia encontravam-se até então sob um regime de união pessoal das coroas; agora, a independência formal dos dois países desapareceria em favor do novo Estado. O País de Gales, por sua vez, já havia sido anexado à Inglaterra no século XVI;
- A dissolução dos parlamentos escocês e inglês e a sua substituição pelo novo parlamento da Grã-Bretanha (em Westminster);
- A união aduaneira entre os dois países;
- A bandeira do Reino Unido tornou-se a bandeira nacional.[1]

A Rainha Ana da Grã-Bretanha tornou-se a primeira ocupante de um trono britânico único e a Escócia enviou 45 deputados para o parlamento unificado em Londres. Em contrapartida, o direito, a moeda e a Igreja escoceses continuaram separados.
Aconteceu principalmente para deixar de haver desacordo entre os dois reinos, para reforçar o protestantismo, em detrimento das Terras Altas da Escócia que era predominante católica jacobita, e fazer prevalecer internamente o Decreto de Estabelecimento de 1701.

Este evento histórico também é conhecido como "Atos de União de 1707" (Acts of Union, em inglês), uma referência às ratificações do tratado pelos parlamentos dos dois países.
As bandeiras e a "união" delas
- A Union Jack de 1606 na Escócia.
- A Union Flag de 1606 (com as cores do Rei).

## Antecedentes

### 1603–1660: Conflitos internos
Antes de 1603, Inglaterra e Escócia possuíam monarcas distintos; como Isabel I nunca havia se casado, após 1567, seu primo protestante Jaime VI da Escócia assumiu a condição de herdeiro presuntivo do trono inglês. Após a morte da monarca, as duas coroas foram mantidas em união pessoal por Jaime que reinou como Jaime I na Inglaterra e Jaime VI na Escócia. O monarca anunciou sua intenção em unificar ambas as coroas através da prerrogativa real para assumir o título de "Rei da Grã-Bretanha" e dar um conceder um perfil britânico à sua corte e imagem pública.
A Lei da União da Inglaterra e da Escócia de 1603 estabeleceu uma comissão conjunta para acordar os termos, mas o Parlamento inglês considerou que a medida poderia abrir caminho para a implantação de um regime absolutista semelhante ao escocês. Relutante, Jaime VI desistiu de suas propostas e as tentativas de retomar a questão foram recebidas com resistência dos parlamentares em 1610.
Por outro lado, Jaime buscou estabelecer uma Igreja unificada da Escócia e da Inglaterra, como o primeiro passo para um estado unionista centralizado. No entanto, apesar de serem nominalmente episcopais na estrutura, as duas denominações apresentavam grandes divergências doutrinárias. A Igreja da Escócia (ou Kirk) era de doutrina calvinista e considerava a maioria das práticas da Igreja da Inglaterra semelhantes àquelas do Catolicismo romano. Consequentemente, as sucessivas tentativas de Jaime e seu filho Carlos I de impor intervenções religiosas acabaram levando às Guerras dos Três Reinos de 1639 a 1651.
As Guerras dos Bispos, travada entre 1639 e 1640, confirmaram a primazia da Igreja Escocesa e acabaram por estabelecer o governo dos Covenanters no país. Os escoceses mantiveram sua neutralidade nos primeiros estágios da Primeira Guerra Civil Inglesa entre 1642 e 1646, porém levantaram seus temores sobre o impacto de uma vitória realista na Escócia. Líderes presbiterianos como Archibald Campbell viam a união das coroas como uma forma de garantir o livre comércio entre a Inglaterra e a Escócia e preservar uma estrutura eclesiástica presbiteriana.
Sob a Liga e Pacto Solene de 1643, os Covenanters concordaram em fornecer apoio militar ao Parlamento inglês em troca da unificação religiosa. Embora o tratado se referisse repetidamente à "união" entre Inglaterra, Escócia e Irlanda, a união política teve pouco apoio fora do Kirk. Mesmo a união religiosa foi contestada pela maioria da estrutura episcopal na Igreja da Inglaterra e por figuras independentes como Oliver Cromwell, que liderava o Exército Novo.
Os escoceses e os presbiterianos ingleses eram conservadores políticos, que cada vez mais viam os independentes e associavam grupos radicais como os niveladores como uma ameaça maior do que os monarquistas. Tanto monarquistas quanto presbiterianos concordavam que a monarquia era de origem divina, mas discordavam sobre a natureza e extensão da autoridade real sobre a igreja. Quando Carlos I se rendeu em 1646, eles se aliaram a seus antigos inimigos para restaurá-lo ao trono inglês.